# 548715 Stus
548715 Stus este o planetă minoră (asteroid) din centura de asteroizi. A fost descoperită pe 31 octombrie 2010 la Andrușivska astronomicina observatoria⁠(d) de . 
Obiectul prezintă o orbită caracterizată de o semiaxă mare de 2,5254676317806 UAi, o excentricitate de 0,29831640107549, o înclinație de 20,592576323415 ° în raport cu ecliptica.